# فيرجينيا ريتش
فيرجينيا ريتش (بالإنجليزية: Virginia Rich)‏ (1914 - 1985)؛ روائية أمريكية.